# Даунс, Майка
Майка Филип Даунс (англ. Micah Philip Downs; род. 8 сентября 1986, Керкленд, штат Вашингтон, США) — американский профессиональный баскетболист, играющий на позиции лёгкого форварда.

## Карьера
Не став выбранным на драфте НБА 2009 года, Даунс принял участие в Летней лиге НБА в составе «Финикс Санз»..
В своём первом профессиональном сезоне выступал за хорватский «Задар». В 2010 году принял участие в «Матче Всех Звезд» чемпионата Хорватии.
Играя в составе бельгийского клуба «Лёвен Беарз» набирал в среднем 12,4 очка, 3,6 подбора и 1,3 передачи за игру.
Летом 2010 года отправился в Летнюю лигу НБА, где выступал в составе «Милуоки Бакс».
В сезоне 2010/2011 выступал за испанский клуб «Форд Бургос» и по итогам сезона вошёл в символическую пятерку второго дивизиона чемпионата Испании.
В июле 2011 года Даунс подписал контракт с клубом «Манреса». По окончании сезона получил приз «Восходящей звезды» чемпионата Испании.
1 ноября 2012 года перешёл в команду D-Лиги «Мэн Ред Клоз». 4 февраля 2013 года, был назван среди участников «Матча Всех Звезд» D-Лиги.
11 июля 2013 года подписал однолетний контракт с украинским «Будивельником». В Евролиге принял участие в 5 матчах, в среднем набирая 10,4 очка, 3,6 подбора, 2,2 передачи, 1,2 перехвата, 1 блок-шот за 24,6 сыгранных минут. В чемпионате Украины его среднестатистические показатели за 5 проведенных матчей составили 10,4 очка, 6,6 подбора, 3 передачи за 27,8 минуты.
Вторую половину сезона 2013/2014 Даунс выступал в D-Лигt за клуб «Эри Бэйхокс». За 26 игр в среднем набирал 15,2 очка, делал 4,1 подбора, 3,3 передачи за 32,1 минуты.
В июле 2014 года стал игроком саратовского «Автодора». В сезоне 2014/2015 Даунс провёл 30 матчей в чемпионате Единой Лиги ВТБ, набирая в среднем 12,6 очка и делая 5,4 подбора, 2,7 передачи, 1,0 перехвата и 0,7 блок-шота за 27,0 минуты. В 14 матчах Кубка Вызова ФИБА его средняя статистика составила 14,3 очка, 5,4 подбора, 2,4 передачи, 0,9 перехвата, 0,7 блок-шота за 28,6 минуты. Даунс был включён во вторую символическую пятерку Единой Лиги ВТБ, а также вошёл в символическую пятерку неевропейцев Кубка вызова ФИБА.
В июле 2015 года Даунс продолжил карьеру в «Ювеказерте».
Сезон 2016/2017 Даунс провёл в «Орлеан Луаре Баскет», где его средняя статистика по итогам 26 матчей чемпионата Франции составила 14,0 очка, 4,5 подбора, 3,0 передачи, 0,8 перехвата за 32,7 минуты.
В мае 2017 года Даунс вернулся в «Автодор», заключив контракт по схеме «1+1».
Перед началом сезона 2018/2019 Даунс перешёл в «Бенфику».